# Ihlingen
Ihlingen ist ein Ortsteil der Stadt Horb am Neckar in Baden-Württemberg mit ca. 450 Einwohnern ca. 40 km südwestlich von Stuttgart im Neckartal. Es liegt rund 3,5 km südwestlich von Horb am Neckar, an der Mündung des Rexinger Tales in das Neckartal. Die Gemarkung hat eine Fläche von 1,41 km².
Die Herrschaft Ihlingen wurde 1480 ans Katholische Spital Horb verkauft. Später kamen die landesherrlichen Rechte über Hohenberg an Österreich und 1805 an Württemberg.
Am 1. Juli 1971 wurde Ihlingen in die Stadt Horb am Neckar eingegliedert.

## Wappen
Das Wappen von Ihlingen, ein steigender nach links gekrümmter blauer Fisch in Gold mit stacheliger Rückenflosse, erinnert an das Adelsgeschlecht derer von Ihlingen, von dem es übernommen ist.